# VDN Vereinigte Deutsche Nickel-Werke
VDN Vereinigte Deutsche Nickel-Werke AG (vormals Langbein-Pfanhauser Werke AG) ist ein börsennotiertes Unternehmen mit Sitz in Düsseldorf, welches 2005 Insolvenz anmeldete und sich seither in Liquidation befindet. 
Die VDN Vereinigte Deutsche Nickel-Werke AG war in den vier Bereichen Non-ferrous Metal Technology (NE-Metall-Technologie), Payment Systems (Zahlungssysteme), Home Decoration (Wohndekor) und Fastening Systems (Befestigungssysteme) mit jeweils einer führenden Marktstellung tätig. In 2003, dem letzten ordentlichen Geschäftsjahr, hatte die Gruppe einen Umsatz von 680 Mio. Euro.

## Ursprung
Die Gründung des Unternehmens erfolgte 1873 als Langbein-Pfanhauser Werke AG (LPW) in Leipzig mit dem Geschäftsgegenstand Galvanotechnik. 1950 wurde der Firmensitz nach Neuss verlegt. 1982 erfolgte die Umwandlung der Langbein-Pfanhauser Werke AG in eine Holding mit mehreren Beteiligungsunternehmen. 2001 erfolgte die Verschmelzung der Vereinigte Deutsche Nickel-Werke AG und der DOAG Holding AG auf die LPW AG, die anschließend in VDN AG umfirmierte.

## Insolvenz
Anfang 2004 stellte sich heraus, dass die Gruppe im Vorjahr erhebliche Verluste erlitten hatte. Dies führte im März 2004 zum Rücktritt des damaligen Vorstandsvorsitzenden. Im August 2004 verkündete die Gruppe einen operativen Verlust in Höhe von 64 Millionen und einem Wertberichtigungsbedarf in Höhe von rund 125 Millionen Euro, der zu einem Jahresfehlbetrag in Höhe von 189 Millionen Euro für 2003 und damit zu einem negativen Eigenkapital in Höhe von 125 Millionen Euro führten.
Im Zuge einer angestrebten Sanierung veräußerte VDN im Dezember 2004 den Teilkonzern Deutsche Nickel (der die Geschäftsbereiche NE-Metall-Technologie und Zahlungssysteme umfasste) an die britische DNick Limited. DNick hatte sich im Gegenzug für den Kauf dazu verpflichtet, 2005 Liquidität zur Verfügung zu stellen, teilte jedoch im April 2005 mit, die Zahlung nicht zu leisten. Daraufhin wurde im Mai 2005 beim Amtsgericht Köln die Eröffnung eines Insolvenzverfahrens beantragt. Da in der Folge auch über DNick ein Administrationsverfahren nach englischem Recht eröffnet wurde, wurde im September 2005 das Insolvenzverfahren eröffnet und die operative Tätigkeit eingestellt.
Die verbliebenen Vermögensgegenstände der VDN wurde in der Folge durch den Insolvenzverwalter sukzessive veräußert.